# بالاتون‌آلمادی
بالاتون‌آلمادی (به مجاری: Balatonalmádi) یک منطقهٔ مسکونی در مجارستان است که در ناحیه بالاتون‌آلمادی واقع شده‌است. بالاتون‌آلمادی ۴۹٫۸۹ کیلومتر مربع مساحت و ۸٬۷۱۶ نفر جمعیت دارد.

## خواهرخوانده
شهر اگنفلدن خواهرخواندهٔ بالاتون‌آلمادی هست.